# Georg Jungmann
Georg Alfred Jungmann (* 1. September 1956 in Saarlouis) ist ein deutscher Politiker und Mitglied der CDU. Er war von 1999 bis 2009 Mitglied des saarländischen Landtages. Seit 2015 ist er Geschäftsführer beim Entsorgungsverband Saar.

## Ausbildung und Beruf
Jungmann bestand 1974 seine Fachhochschulreife. Im Anschluss machte er von 1974 bis 1977 eine Ausbildung zum Zollinspektor mit dem Abschluss Diplom-Finanzwirt. Von 1978 bis 1979 leistete er seinen Wehrdienst ab. Von 1979 bis 1992 arbeitete er an verschiedenen Dienstposten im Bereich des Hauptzollamtes Saarlouis. Von 1992 bis 1993 hatte er den Posten des Vorstehers des Zollamtes Saarbrücken inne, bis er dann 1994 als Sachbearbeiter zur Oberfinanzdirektion Saarbrücken wechselte. 1997 wechselte er dann als Sachgebietsleiter zum Hauptzollamt Saarlouis, wo er bis 1999 blieb.

## Familie
Georg Jungmann ist verheiratet und hat zwei Kinder.

## Partei
Jungmann trat 1972 in die Junge Union ein, 1975 in die CDU Lisdorf. Von 1979 bis 1984 war er Vorsitzender der Jungen Union Lisdorf. Seit 1990 ist er Ortsvorsitzender der CDU Lisdorf. Von 1984 bis 2009 war er Mitglied des Stadtrates der Kreisstadt Saarlouis und von 1999 bis 2017 war Jungmann stellvertretender Kreisvorsitzender des CDU-Kreisverbandes Saarlouis.

## Abgeordneter
Jungmann ist seit 1999 Mitglied des saarländischen Landtages.
Von 1999 bis 2001 war er Vorsitzender im Unterausschuss zu Prüfung der Haushaltsrechnung und von 2001 bis 2004 Vorsitzender des Ausschusses für Inneres und Sport. Von 2004 bis 2009 war er stellvertretender Fraktionsvorsitzender der CDU-Fraktion im saarländischen Landtag.

## Staatssekretär
Von November 2009 an nahm er die Stelle des Staatssekretärs für Inneres und Europaangelegenheiten im saarländischen Ministerium für Inneres und Sport ein.

## Geschäftsführer beim Entsorgungsverband Saar
Zum 1. Januar 2015 ist Jungmann zum neuen Geschäftsführer beim Entsorgungsverband Saar gewählt worden. Jungmann löst Heribert Gisch ab, der das Amt dann zehn Jahre innehatte. 